# Al día siguiente
Al día siguiente es el sexto álbum de estudio del cantante de rock y pop argentino Roque Narvaja, publicado en 1984. Entre sus canciones se destacan los sencillos "Dominó", "Solo" y "Estás conmigo".
El álbum fue grabado en Alemania entre el 14 de enero y el 10 de febrero de 1984, en los estudios Langendreer Studios (Bochum), Homeyer & Weber Studios (Colonia) y Soundstudio "N" (Colonia).
La producción estuvo a cargo de Tato Gómez y Mario Argandoña G., con arreglos base de Gómez, Argandoña y Roque Narvaja. Todas las canciones fueron compuestas por Roque Narvaja, excepto el tema instrumental "Al día siguiente", que es de Manni Struck.
A pesar de obtener una relativa presencia en las radios, Al día siguiente no pudo repetir el éxito comercial de sus dos predecesores, el muy vendedor Un amante de cartón y Balance provisional.

## Lista de canciones
1. Solidaridad
2. ¿Por qué no han venido los compañeros?
3. Solo
4. Somos supervivientes
5. Nunca es suficiente
6. Prestidigitador
7. Dominó
8. Carros de fuego
9. Estás conmigo
10. El tabaco y el licor
11. Al día siguiente